# Bobby Ray Parks Jr.
Bobby Ray Parks Jr., né le 19 février 1993, à Parañaque, aux Philippines, est un joueur américano-philippin de basket-ball. Il évolue aux postes de meneur et d'arrière. Son père Bobby Parks est un joueur et entraîneur américain de basket-ball.

## Palmarès
- Vainqueur des Jeux d'Asie du Sud-Est 2011, 2013, 2017
- Vainqueur du Championnat SEABA 2015
- MVP de l'ASEAN Basketball League 2017
- Champion de la PBA Developmental League 2015
- MVP de la PBA Developmental League 2015
- MVP du Championnat SEABA 2015